# ديفيد بلامبيرغ
ديفيد بلامبيرغ (بالعبرية: דוד בלומברג‏) هو مصرفي إسرائيلي، ولد في 12 سبتمبر 1944 في حيفا في إسرائيل.